# Inocybe fastigié
Inocybe rimosa
Espèce
L'inocybe fastigié ou Inocybe rimosa est un champignon agaricomycète du genre Inocybe et de la famille des Inocybaceae.